# روی چپمن اندروز
 روی چپمن اندروز (انگلیسی: Roy Chapman Andrews؛ ۲۶ ژانویهٔ ۱۸۸۴ – ۱۱ مارس ۱۹۶۰) یک جهانگرد اهل ایالات متحده آمریکا بود. وی به علت ریاست بر موزه ملی طبیعی آمریکا و اکتشاف در مغولستان و صحرای گوبی مشهور است.